# Laurent-Emmanuel Calvet
Pour les articles homonymes, voir Calvet.
Laurent-Emmanuel Calvet, né le 28 février 1969, est un économiste et professeur de finance français. 

## Biographie

### Etudes et formation
Laurent-Emmanuel Calvet effectue sa scolarité au lycée Janson-de-Sailly et au lycée Louis-le-Grand à Paris. Il est diplômé de l'École polytechnique, en 1991, puis de l'École nationale des ponts et chaussées en 1994. 
Il obtient en 1998 un Ph.D. d'économie de l'université Yale sous la direction de John Geanakoplos et de Benoit Mandelbrot. Ses travaux de thèse portent sur deux axes: d'une part, la dynamique des taux d'intérêt et de la production en présence de marchés incomplets; d'autre part, le développement de diffusions multifractales et leurs applications à la finance.

### Carrière académique
Laurent-Emmanuel Calvet commence sa carrière comme professeur assistant puis professeur associé à l'université Harvard (1998-2004). Il enseigne ensuite à HEC Paris (2004-2016), où il occupe la chaire HEC Foundation, à l'Imperial College de Londres de (2007-2008), et à l'EDHEC Business School (2016-2023). Depuis 2023, il est professeur de finance à Skema Business School,.
En 2025, Laurent-Emmanuel Calvet est le Program Chair de la conférence annuelle de l'European Finance Association.
Laurent-Emmanuel Calvet est membre affilié du Centre for Economic Policy Research, chercheur affilié au Center for Financial Studies à l'université Goethe de Francfort, et membre fondateur du European Network on Household Finance. Il est éditeur du Journal of Fractal Geometry.

### Distinctions
En 2006, Laurent-Emmanuel Calvet reçoit le « prix du Meilleur jeune chercheur en finance », décerné par le journal Le Monde et l'institut Europlace de finance pour ses travaux sur les décisions financières des ménages.
En 2025, Laurent-Emmanuel Calvet est vice-président de l'European Finance Association.

## Contributions

### Modélisation multifractale du risque financier
Laurent-Emmanuel Calvet, en collaboration avec Adlai Fisher, a développé le modèle multifractal à changement de régimes (MSM, acronyme de Markov-switching multifractal), largement utilisé pour prévoir la volatilité, calculer le risque, et évaluer les produits dérivés,,,,. MSM est un modèle de volatilité stochastique capturant des variations à différentes échelles temporelles. Cette approche est fondée sur les modèles à changement de régime, dont James D. Hamilton a développé l'utilisation en économie et en finance. Des variantes du modèle MSM ont été appliquées pour la prévision des catastrophes climatiques et l'analyse de la turbulence.

### Filtrage statistique
Laurent-Emmanuel Calvet a contribué à la théorie statistique du filtrage. Avec Veronika Czellar et Elvezio Ronchetti, il a développé des techniques de filtrage robuste qui réduisent l'impact des erreurs de modélisation et des valeurs extrêmes sur l'estimation des variables cachées. Ces méthodes  résolvent les problèmes de dégénérescence du filtre particulaire proposé par Gordon, Salmond, et Smith et de ses nombreuses extensions

### Finance des ménages
Calvet a contribué à l’étude des comportements financiers des ménages. Avec John Y. Campbell et Paolo Sodini, il a montré que les ménages détiennent des portefeuilles d'actifs financiers bien diversifiés, validant une hypothèse clé du modèle d'évaluation des actifs financiers (MEDAF). Ses travaux ultérieurs confirment que les ménages ont aussi tendance à suivre en moyenne d'autres principes de la théorie financière, tels que le rééquilibrage du portefeuille entre actifs risqués et actifs sans risque et le lien entre patrimoine et allocation d'actifs. Avec Sebastien Betermier et Paolo Sodini, il a étudié les investissements des ménages en actions dépréciées (value stocks) et actions de croissance (growth stocks). Ses travaux récents démontrent l’impact du design des produits financiers sur la prise de risque des ménages.

## Ouvrages
- (en) Laurent-Emmanuel Calvet et Adlai Fisher, Multifractal Volatility: Theory, Forecasting, and Pricing, Burlington, Massachusetts (Etats-Unis), Elsevier - Academic Press, 2008, 272 p. (ISBN 978-0121500139)

## Publications principales
- (en) Laurent-Emmanuel Calvet et Adlai Fisher, « Forecasting Multifractal Volatility », Journal of Econometrics, no 105,‎ novembre 2001, p. 27-58 (DOI 10.1016/S0304-4076(01)00069-0).
- (en) « How to Forecast Long-Run Volatility: Regime-Switching and the Estimation of Multifractal Processes » (avec A. Fisher), Journal of Financial Econometrics 2, pp. 49-83, printemps 2004. doi:10.1093/jjfinec/nbh003

- (en) Laurent-Emmanuel Calvet, John Y. Campbell et Paolo Sodini, « Down or Out: Assessing the Welfare Costs of Household Investment Mistakes », Journal of Political Economy, no 115,‎ octobre 2007, p. 707-747 (DOI 10.1086/524204, JSTOR 10.1086/509551).
- (en) Laurent-Emmanuel Calvet, John Y. Campbell et Paolo Sodini, « Fight or Flight? Portfolio Rebalancing by Individual Investors », Quarterly Journal of Economics, no 124,‎ février 2009, p. 301-348 (DOI 10.1162/qjec.2009.124.1.301, lire en ligne).
- (en) Laurent-Emmanuel Calvet et Paolo Sodini, « Twin Picks: Disentangling the Determinants of Risk-Taking in Household Portfolios », Journal of Finance, no 69,‎ avril 2014, p. 867-906 (DOI 10.1111/jofi.12125)
- (en) Laurent-Emmanuel Calvet, Veronika Czellar et Elvezio Ronchetti, « Robust Filtering », Journal of the American Statistical Association, no 110,‎ décembre 2015, p. 1591-1606 (DOI 10.1080/01621459.2014.983520).
- (en) Sebastien Betermier, Laurent-Emmanuel Calvet et Paolo Sodini, « Who Are the Value and Growth Investors? », Journal of Finance, no 72,‎ février 2017, p. 5-46 (DOI 10.1111/jofi.12473, lire en ligne [PDF]).
- (en) Laurent Bach, Laurent-Emmanuel Calvet et Paolo Sodini, « Rich Pickings? Risk, Return, and Skill in Household Wealth », American Economic Review, vol. 110, no 9,‎ septembre 2020, p. 2703-2747 (DOI https://doi.org/10.1257/aer.20170666, lire en ligne  [PDF]).
- (en) Laurent-Emmanuel Calvet, Claire Célérier, Paolo Sodini et Boris Vallée, « Can Security Design Foster Household Risk-Taking? », Journal of Finance, vol. 78, no 4,‎ août 2023, p. 1917-1966 (DOI https://doi.org/10.1111/jofi.13232, lire en ligne  [PDF]).